# Катастрофа Ан-24 під Мукачевом
Катастрофа Ан-24 під Мукачевом — авіаційна катастрофа пасажирського літака Ан-24Б Київського об'єднаного авіазагону «Аерофлоту», що сталася в неділю 6 січня 1974 року поблизу Мукачева, в результаті чого загинуло 24 особи.

## Літак
Ан-24Б з бортовим номером CCCP-46357 (заводський — 07305807, серійний — 058-07) був випущений Київським авіаційним заводом 23 січня 1970 року. Авіалайнер передали Міністерству цивільної авіації, яке до 2 лютого направило його до Київського об'єднаного авіазагону (86-й льотний загін) Українського управління цивільної авіації. Загальне напрацювання борту 46357 становило 9280 льотних годин і 8083 цикли «зліт-посадка».

## Екіпаж
- Командир повітряного судна — Комісарів Павло Дмитрович
- Другий пілот — Євніцький Геннадій Васильович
- Штурман — Грисюк Олександр Петрович
- Бортінженер — Боровков Віктор Павлович
- Стюардеса — Слепухіна Зінаїда Н.
- Супроводжуючий міліціонер — Лазарець Олег Васильович.

## Катастрофа
Літак повинен був виконувати внутрішній пасажирський рейс Н-75 за маршрутом Київ — Івано-Франківськ — Ужгород. Однак того дня аеропорт «Ужгород» не міг приймати літаки, тому що поверхня його аеродрому знаходилася в незадовільному технічному стані, тому літаки сідали на сусідньому військовому аеродромі «Мукачево». Але і «Мукачево» виявився закритий через несприятливі погодні умови, через що рейсу Н-75 довелося затриматися з вильотом в аеропорту «Івано-Франківськ».
Після поліпшення погоди, за маршрутом, згідно з наявним прогнозом, очікувалося велика кількість шарувато-купчастих хмар з нижньою межею 100-150 метрів і з верхньою 500-1000 метрів, видимість 1000-1500 метрів, серпанок, в хмарах обмерзання. О 14:51 рейс Н-75 вилетів з Іваново-Франківська та після набору висоти о 14:57 зайняв ешелон 3000 метрів, але о 15:04 диспетчер у Львові дав вказівку знизитися до ешелону 2400 метрів в зв'язку з повітряною обстановкою. О 15:09 з літака доповіли проліт проміжного пункту на маршруті на висоті 2400 метрів, після чого екіпаж переключився на зв'язок з диспетчером аеродрому «Мукачево» і продовжив політ зі швидкістю близько 400 км / ч.
В районі 15:14, за 4 хвилини до прольоту пункту Середнє, екіпаж з вертикальною швидкістю 7,5 м / с почав спускатися до висоти 2100 метрів, після чого знизив швидкість до 300 км / ч. Далі екіпаж продовжив зниження до висоти 400 метрів, ймовірно попередньо при цьому випустивши шасі. У процесі зниження Ан-24 увійшов у хмарність, з якої вийшов за 6 хвилин. Небо над Мукачевом в цей час було затягнуто шарувато-купчастими хмарами заввишки 120 метрів, температура повітря -1 ° С, стояв штиль і в повітрі висів серпанок, а видимість становила 1100 метрів.
Диспетчер вказав, що посадка буде здійснюватися по магнітному курсу 22°, після чого, за його вказівкою, екіпаж ліг на курс зворотний посадкового, а в 11 кілометрах від ЗПС почав виконувати третій розворот. Далі прямуючи до четвертого розвороту зі швидкістю 310 км / год пілоти випустили закрилки в предпосадкового положення, після чого швидкість за 50 секунд впала на 45 км / год, тому при швидкості 260 км / год збільшили режим двигунів. Коли приблизно о 15:24 літак виконав четвертий розворот і вийшов на посадковий курс, режим роботи двигунів був знижений, а закрилки випущені повністю. Через 16 секунд швидкість впала до 240 км / год і екіпаж знову збільшив режим двигунів. Швидкість спершу впала до 220 км / год, а потім підвищилася до 230 км / год, тому режим двигунів знову був трохи знижений.
Літак був за 200 метрів над землею, коли пілоти в спробі його вирівняти спершу відхилили кермо висоти вниз. Літак круто нахилився носом вниз, тому кермо висоти було відхилене вгору, щоб підняти ніс, але авіалайнер понісся до землі входячи в лівий крен до 30°. Пілоти намагалися вирівняти машину, але о 15:25 падає під кутом 70° перевернутий Ан-24 за 100 метрів за ДПРМ обірвав дроти на дерев'яних стовпах, після чого врізався в ґрунтову дорогу на поле і повністю згорів. Всі 24 особи на його борту загинули.

## Причини
Після вивчення даних польоту і проведення обстеження уламків літака, технічна комісія дійшла висновку, що система протиобледеніння не вмикалася.

Причина льотної події — втрата поздовжньої керованості на предпосадочній прямій внаслідок можливого недостатнього запасу по кутах горизонтального оперення в посадковій конфігурації з закрилками, випущеними на 38° при польоті в умовах слабкого обмерзання.
Супутні причини:
1. Відсутність попереджувальної інформації екіпажу про вихід стабілізатора на кути, близькі до критичних.
2. Невключення або раннє вимикання ПОС крила і стабілізатора при наявності слабкого обмерзання (2-3 мм).
3. Відсутність надійної бортовий інформації про наявність обмерзання літака.

Також в остаточному звіті представниками Міністерства авіапромисловості було записано наступне формулювання:
{Цитата|Втрата поздовжньої стійкості (клевок) при відхиленні штурвала від себе перед прольотом ДПРМ, яка може бути пояснена зривом потоку з нижньої поверхні стабілізатора при наявності льоду на передній кромці стабілізатора при закрилках, випущених на 38° і підвищеному режимі роботи двигунів 50кг / см². Обледеніння сталося внаслідок невключення екіпажем ПОС крила і оперення, чому сприяла відсутність повідомлення екіпажу диспетчерською службою аеропорту прогнозованого обмерзання.|автор=}}

1. 
2. 
3. 
4. 

- Crash of an Antonov AN-24 in Mukachevo [Архівовано 3 червня 2020 у Wayback Machine.] Aviation Safety Network. Процитовано 29 січня 2017. (англ.)